# Christoph Metzler (Bischof)

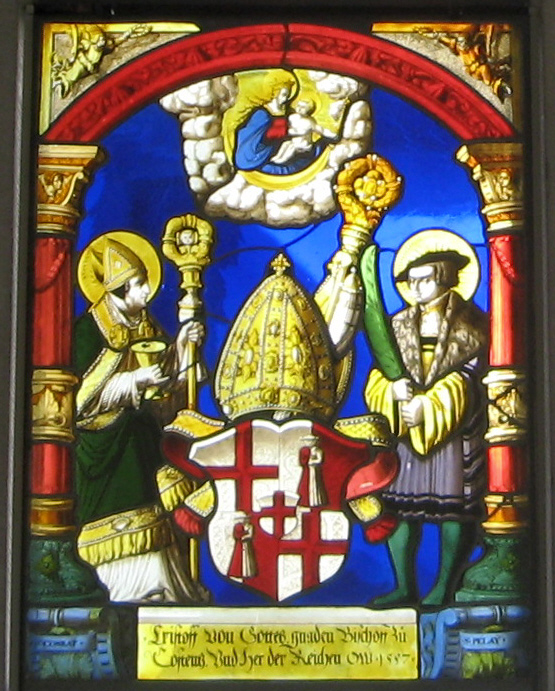
Wappentafel des Konstanzer Bischofs Christoph Metzler im Kloster Muri

Christoph Metzler von Andelberg (* 1490 in Feldkirch; † 11. September 1561 in Meersburg) war Bischof von Konstanz von 1548 bis 1561.

## Familie
Christoph Metzler stammte aus der Ehe des Feldkircher Stadtammanns Johannes Metzler. Seine Schwester Margaretha war verheiratet mit dem Churer Bürgermeister Johannes Carl von Hohenbalken. Sein Bruder war Bartholomäus Metzler. Er war Domherr zu Konstanz und Chur, ab 1589 Domkantor in Konstanz und von 1576 bis 1601 Propst des Stiftes St. Stephan in Konstanz.

## Leben
Metzler studierte zusammen mit Bartholomäus Bernhardi von 1504 bis 1506 an der neu gegründeten Leucorea in Wittenberg. 1507 wechselte er an die damalige Albertina in Freiburg im Breisgau. Am 9. Dezember 1518 wurde er an der Universitas Bononiensis zum Doctor theologiae und zum Doctor iuris utriusque promoviert. Er war Generalvikar im Bistum Chur und Leiter der Domschule. 1527 wurde er Regent des Domstifts. Nach einer Aufruhr und seiner Flucht aus Chur wurde er 1529 Offizial und Generalvikar der Diözese Konstanz in unruhigen Zeiten. Das Konstanzer Domkapitel flüchtete nach Aufständen und der Pest zunächst nach Überlingen, ab 1542 mit Weihbischof Melchior Fattlin nach Radolfzell. Nach der Schlacht bei Mühlberg 1547 wurde das widerstehende Konstanz auf Anordnung von Kaiser Karl V. mit Waffengewalt eingenommen.
Nach dem überraschenden Tode von Bischof Johannes von Weeze auf dem Reichstag zu Augsburg wurde Christoph Metzler am 2. Juli 1548 in Radolfzell zum Bischof von Konstanz gewählt. Papst Paul III. bestätigte die Wahl am 1. Oktober 1548. Die Bischofsweihe spendete ihm in Augsburg Bischof Otto Kardinal von Waldburg.
Metzler war zudem Herr der Reichenau und Kommissar in der Causa Brandenburg gegen Fränkische Einung und 1555/56 kaiserlicher Sequester der Markgrafschaft Brandenburg-Kulmbach.
Er war Teilnehmer der Zweiten Sitzungsperiode des Konzils von Trient (1551/52) und war vielbeachteter Konzilredner. Er gilt als Auftraggeber der Chormalerei im Münster St. Maria und Markus auf der Reichenau. 1560 erschien unter seiner Herausgeberschaft „Obsequiale, Simul ac Benedictionale, iuxta ritum [e]t normam Ecclesiae [e]t Episcopatus Constantiensis“,  123 S., gedruckt in Ingolstadt bei den Brüdern Alexander und Samuel Weißenhorn.
Nach der Ernennung zum Kardinal am 26. Februar 1561 wurde Markus Sittikus in einem zweiten Anlauf mit Hilfe Roms durch Papst Pius IV. – Clara Medicea, die Mutter von Markus Sittikus, war die Schwester des Papstes – sowie durch Unterstützung von Kaiser Ferdinand I. dem „frommen“ Metzler als Koadjutor zur Seite gestellt. Ein erster Versuch scheiterte 1560 am Widerstand von Domkapitel, Stiftsadel und der Eidgenossenschaft.
Christoph Metzler starb in der alten bischöflichen Residenz Meersburg und wurde im Chorraum der katholischen Pfarrkirche von Meersburg beigesetzt. Die Folge-Pfarrkirche wurde 1827 bis 1829 erbaut und die sterblichen Überreste von Christoph Metzler sowie Franz Konrad Kardinal von Rodt und Maximilian Christoph von Rodt wie Hugo von Hohenlandenberg und Johann Georg von Hallwyl in das Gruftgewölbe in der Nähe des Eingangs umgebettet.